# Somanahalli Mallaiah Krishna
Somanahalli Mallaiah Krishna, né le 1er mai 1932 à Somanahalli (Inde britannique) et mort le 10 décembre 2024 à Bangalore (Karnāṭaka), est un homme politique indien qui a occupé le poste de ministre des Affaires extérieures de l'Inde de mai 2009 à octobre 2012.
Krishna, membre du parlement indien du Rajya Sabha, est le 16e ministre en chef du Karnataka de 1999 à 2004 et le 19e gouverneur du Maharashtra de 2004 à 2008.

## Biographie

### Jeunesse et formation
S. M. Krishna est le fils de S.C. Mallaiah. Il est né dans un village nommé Somanahalli dans le Maddur Taluk du district de Mandya dans une famille Vokkaliga.
Il obtient son baccalauréat en arts du Maharaja's College à Mysore et un diplôme en droit à l'University Law College à Bangalore, qui s'appelle à l'époque Government Law College. Il étudie aux États-Unis, obtenant son diplôme à la Southern Methodist University de Dallas, au Texas, et à la George Washington University Law School à Washington DC, où il est boursier, profitant du programme Fulbright.
Peu de temps après son retour en Inde, il est élu à l'Assemblée législative du Karnataka en 1962.

### Carrière politique
Somanahalli Mallaiah Krishna commence sa carrière politique avec le Parti socialiste Praja en 1962. Il avait gagné contre un éminent homme politique du Congrès national indien pour lequel Jawaharlal Nehru avait fait campagne à Maddur. Il sert plusieurs mandats en tant que député du district de Mandya du Karnataka à partir de 1968 dans les 4e, 5e, 6eet 8elégislature Lok Sabha.
En 1968, il est influent dans la réconciliation entre les membres du Congrès national indien et le Parti socialiste Praja. Plus tard, il rejoint le Congrès et sert comme ministre sous Indira Gandhi entre 1983 et 1984 et Rajiv Gandhi entre 1984 et 1985 en tant que ministre d'État pour l'industrie et la finance. De 1989 à 1992, il est président de l'Assemblée législative du Karnataka et vice-ministre en chef du Karnataka. Il est membre du Rajya Sabha en 1996 et en 2006 membre, à différents moments, de l'Assemblée législative et du conseil du Karnataka.
En 1999, il est président du Comité du Congrès du Karnataka Pradesh, il mène son parti à la victoire aux élections législatives et est nommé Premier ministre du Karnataka, poste qu'il occupe jusqu'en 2004. Il joue également un rôle déterminant dans la création de réformes du pouvoir avec l'ESCOMS et la numérisation des registres fonciers (BHOOMI) et de nombreuses autres initiatives citoyennes.. Il encourage la participation du public privé et est le précurseur du groupe de travail de Bangalore Advance. Il devient plus tard le gouverneur du Maharashtra.
Il démissionne du poste de gouverneur du Maharashtra le 5 mars 2008. Il est rapporté que cela était dû à son intention de retourner à la politique active au Karnataka. Le président Pratibha Patil accepte sa démission le lendemain. Krishna devient membre du Rajya Sabha et prête ensuite serment en tant que ministre des Affaires étrangères du Conseil des ministres auprès du Premier ministre Manmohan Singh le 22 mai 2009. Il démissionne une nouvelle fois de son poste de ministre des Affaires étrangères le 26 octobre 2012, indiquant encore un retour à la politique de l'État du Karnataka,.
Il quitte le Congrès national indien le 29 janvier 2017, citant que le parti est dans un « état de confusion » quant à savoir s'il a besoin de dirigeants de masse ou non. Il se plaint également d'avoir été mis sur la touche par le parti et que le parti est « dépendant des gestionnaires et non des gens éprouvés comme [lui-même] ». Après des spéculations sur son entrée dans le parti de Bharatiya Janata, il le rejoint officiellement en mars[réf. nécessaire].

### Vie privée et famille
Somanahalli Mallaiah Krishna est marié avec Prema avec qui il a deux filles. Son beau-fils est Siddarth Hegde, qui est un homme d'affaires,. 

## Listes des postes occupés
- Membre de la 3e Assemblée Législative du Karnataka (1962-1967).
- Membre de la délégation parlementaire indienne au Commonwealth Conférence parlementaire, Nouvelle-Zélande (1965).
- Membre, 5e Lok Sabha (1971-1976).
- Membre, 7e Lok Sabha (1980-1984).
- Membre du Conseil législatif du Karnataka (1972-1977)
- Ministre du commerce et des industries et des affaires parlementaires, gouvernement du Karnataka (1972-1977)
- Membre de la délégation indienne auprès des Nations Unies (1982)
- Ministre d'État à l'industrie de l'Union (1983-1984)
- Ministre d'État aux Finances de l'Union (1984-1985)
- Membre de la 9e Assemblée législative du Karnataka (1989-1992)
- Président, Assemblée législative du Karnataka, (1989-1993)
- Délégué au Séminaire parlementaire du Commonwealth au ministre de l'Ouest, Royaume-Uni (mars 1990)
- Premier ministre adjoint du Karnataka (1992-1994)
- Élu à Rajya Sabha (avril 1996)
- Premier ministre du Karnataka (octobre 1999-2004)
- Réélu à l'Assemblée législative du Karnataka (2004)
- Gouverneur, Maharashtra (2004-2008)
- Membre du Rajya Sabha du Karnataka (2008-2014) [11]
- Ministre des affaires étrangères, gouvernement de l'Inde (22 mai 2009-26 octobre 2012)